# Albin Tröltzsch
Albin Tröltzsch (* 1893 in Kirchberg (Sachsen); † 1973 in Bad Liebenstein) war ein deutscher Ingenieur, erzgebirgischer Heimat- und Mundartdichter sowie Hörspielautor.
Der Sohn eines Bergarbeiters wuchs in Kirchberg auf. Im Alter von elf Jahren schrieb er erste eigene Gedichte und trug diese in der Schule vor. Nach dem Schulbesuch absolvierte er eine Ausbildung zum Bauingenieur und spezialisierte sich auf das Verlegen von Ferngasleitungen. Besondere Bekanntheit erlangte er durch den Roman Das unterirdische Netz, der 1962 erschien. Viele Jahre verband ihn eine enge Freundschaft zu Kurt Arnold Findeisen, der in seinem Sächsischen Kalender öfters Mundartdichtungen von Albin Tröltzsch aufnahm, so 1941 die dreiseitige erzgebirgische Mundartgeschichte Auf der Brücke zwischen Tod und Leben. Nach Ende des Zweiten Weltkriegs arbeiteten beide ab 1955 für die Sächsischen Heimatblätter.
Auch als Hörspielautor war Tröltzsch erfolgreich. So gewann er mit Die Zwickauer Bergarbeiter beim Hörspielwettbewerb des Heimatwerks Sachsen im Jahre 1938 den 1. Preis.
1940 erschien im Bastei-Verlag in Dresden seine Monographie Kopp huch! Wos der Pfüller Ton als Frontsoldat derlabt hot, in erzgebirgischer Mundart erzählt als Band 24 der Reihe Stimmen der Landschaft.